# Сасовский уезд
Са́совский уе́зд — административная единица в Рязанской губернии РСФСР, существовавшая в 1925—1929 гг. Уездный город — Сасово.

## География
Уезд был расположен на востоке Рязанской губернии, граничил с Нижегородской, Пензенской и Тамбовской губерниями. По площади уезд занимал территорию в 8917 км².

## История
Уезд был образован в 1925 году в составе Рязанской губернии на большей территории упраздненного Шацкого уезда Тамбовской губернии. 
В 1929 году уезд был упразднен, его территория вошла в состав Рязанского округа Центральнопромышленной области (позднее — Московской).

## Демография
По итогам всесоюзной переписи населения 1926 года население уезда составило 397 843 человека, из них городское — 33 331  человек.

## Административное деление
В 1925 году в состав Сасовского уезда входило 10 волостей:
| № п/п | Волость             | Волостное правление | Число сельских советов | Число населённых пунктов | Население |
| ----- | ------------------- | ------------------- | ---------------------- | ------------------------ | --------- |
| 1     | Ермишинская         | с. Ермишь           | 26                     | 104                      | 34 764    |
| 2     | Кадомская           | с. Кадом            | 17                     | 72                       | 19 251    |
| 3     | Конобеевская        | с. Лесное Конобеево | 31                     | 99                       | 32 159    |
| 4     | Ольховская          | с. Ольхи            | 10                     | 72                       | 23 007    |
| 5     | Пителинская         | с. Пителино         | 31                     | 109                      | 49 079    |
| 6     | Поляково-Майданская | с. Поляки-Майданы   | 15                     | 51                       | 23 021    |
| 7     | Путятинская         | с. Путятино         | 19                     | 96                       | 28 101    |
| 8     | Сасовская           | г. Сасово           | 52                     | 130                      | 74 906    |
| 9     | Ункосовская         | с. Ункосово         | 23                     | 103                      | 36 899    |
| 10    | Шацкая              | г. Шацк             | 26                     | 96                       | 46 039    |